# Condado de Hendry
O condado de Hendry (em inglês:  Hendry County) é um dos 67 condados do estado americano da Flórida. A sede do condado é LaBelle e a localidade mais populosa é Clewiston. Foi fundado em 11 de maio de 1923.

## Geografia
De acordo com o United States Census Bureau, o condado possui uma área de 3 082 km², dos quais 2 986 km² estão cobertos por terra e 96 km² por água.

## Demografia
Segundo o censo nacional de 2010, o condado possui uma população de 39 140 habitantes e uma densidade populacional de 13 hab/km². Possui 14 564 residências, que resulta em uma densidade de 5 residências/km².
Das duas localidades incorporadas no condado, Clewiston é a mais populosa e a mais densamente povoada, com 7 155 habitantes e densidade populacional de 587,8 hab/km². LaBelle é a menos populosa, com 4 640 habitantes. De 2000 para 2010, ambas localidades tiveram crescimento populacional similar, de 10%.